# Saint-André-de-la-Roche
Saint-André-de-la-Roche é uma comuna francesa na região administrativa da Provença-Alpes-Costa Azul, no departamento Alpes Marítimos. Estende-se por uma área de 2,86 km², com  (Saint-Andréens) 4122 habitantes, segundo os censos de 1999, com uma densidade de 1 441 hab/km².